# Гросдитвиль
Гросдитвиль (нем. Grossdietwil) — коммуна в Швейцарии, в кантоне Люцерн. 
Входит в состав округа Виллизау. Население составляет 782 человека (на 31 декабря 2006 года). Официальный код — 1131.